# Novi Makalevîci, Ivankiv
Novi Makalevîci (în ucraineană Нові Макалевичі) este un sat în comuna Makarivka din raionul Ivankiv, regiunea Kiev, Ucraina.

## Demografie
Componența lingvistică a localității Novi Makalevîci
     Ucraineană (97,48%)
     Rusă (1,26%)
     Alte limbi (0,63%)
Conform recensământului din 2001, majoritatea populației localității Novi Makalevîci era vorbitoare de ucraineană (97,48%), existând în minoritate și vorbitori de rusă (1,26%).